# روبي إليس
روبي إليس (بالإنجليزية: Rob Elowitch) هو مصارع هاوي أمريكي، ولد في 8 أبريل 1943.

## روابط خارجية
- روبي إليس على موقع CageMatch worker (الإنجليزية)
- روبي إليس على موقع قاعدة بيانات المصارعة على الإنترنت (الإنجليزية)